# Cronaca familiare (film)
Cronaca familiare è un film del 1962 diretto da Valerio Zurlini, tratto dall'omonimo romanzo autobiografico di Vasco Pratolini, vincitore del Leone d'oro alla Mostra del cinema di Venezia, ex aequo con L'infanzia di Ivan di Andrej Tarkovskij.
È la storia di due fratelli, interpretati da Marcello Mastroianni e Jacques Perrin, che vengono separati alla morte della madre, ma che poi vengono riuniti a causa di difficili circostanze familiari.
Descritto come uno dei film "maschili" più commoventi nella storia del cinema, Cronaca familiare riprende molti dei fatti e motivi del romanzo originale di Pratolini. Mastroianni ci presenta una performance piena di sensibilità e ben equilibrata, quale emergente giornalista nella Roma del 1945.

## Trama
Enrico riceve una telefonata che lo informa della morte del fratello Lorenzo ed allora si ricorda dei tempi passati, del loro lungo e difficile rapporto; Enrico cresciuto dalla loro povera ma affettuosa nonna, Lorenzo tirato su come un vero gentiluomo da un ricco aristocratico del luogo, che lo affida al suo maggiordomo. Riuniti a Firenze negli anni trenta, il viziato Lorenzo viene mantenuto da Enrico, quest'ultimo sempre ossessionato da un senso di colpevole responsabilità verso un fratello che ama e odia simultaneamente. Una strana e progressivamente fatale malattia di Lorenzo farà emergere in Enrico tutto il suo profondo attaccamento e amore per il fratello morente.

## Critica
«Acuto e commovente dramma psicologico, ben risolto figurativamente.» **½ 

## Riconoscimenti
- Mostra del cinema di Venezia 1962
  - Leone d'oro al miglior film (ex aequo)
- Nastro d'argento 1963
  - Miglior fotografia per Giuseppe Rotunno